# 托克托古尔区
托克托古尔区，另译托克托古勒区，是吉尔吉斯斯坦西部州份賈拉拉巴德州下辖的一个区。该区治所位于托克托古尔。该区面积为7,815平方（3,017平方英里），2009年常住人口为86,306人。
该区为吉尔吉斯斯坦著名音乐家托克托古尔·萨特尔甘诺夫的故乡，托克托古尔水库是该地区的地理特征，区治位于北岸。